# Issafen
Issafen (franska: Issafen (CR), Issafen (Commune Rurale), arabiska: اديس) är en kommun i Marocko.   Den ligger i provinsen Tata och regionen Souss-Massa, i den centrala delen av landet, 500 km söder om huvudstaden Rabat. Antalet invånare är 3 937.